# Joaquim Salarich i Baucells
Joaquim Salarich i Baucells, també conegut com a Quim Salarich, (Vic, 2 de gener de 1994) és un esquiador català. Participà en proves estatals i internacionals d'eslàlom, gran eslàlom i eslàlom gegant i fou campió d'Espanya d'eslàlom el 2013 i el 2015. Va competir en els Jocs Olímpics de Pyeongchang 2018.